# Sceliages brittoni
Sceliages brittoni är en skalbaggsart som beskrevs av Zur Strassen 1965. Sceliages brittoni ingår i släktet Sceliages och familjen bladhorningar. Inga underarter finns listade i Catalogue of Life.